# 腎臓がん
腎臓がん（じんぞうがん、英語：kidney cancer）は、腎臓に発生する悪性新生物のこと。特に腎細胞癌を指すことも多いが、以下のような組織型のものがある。

## 分類

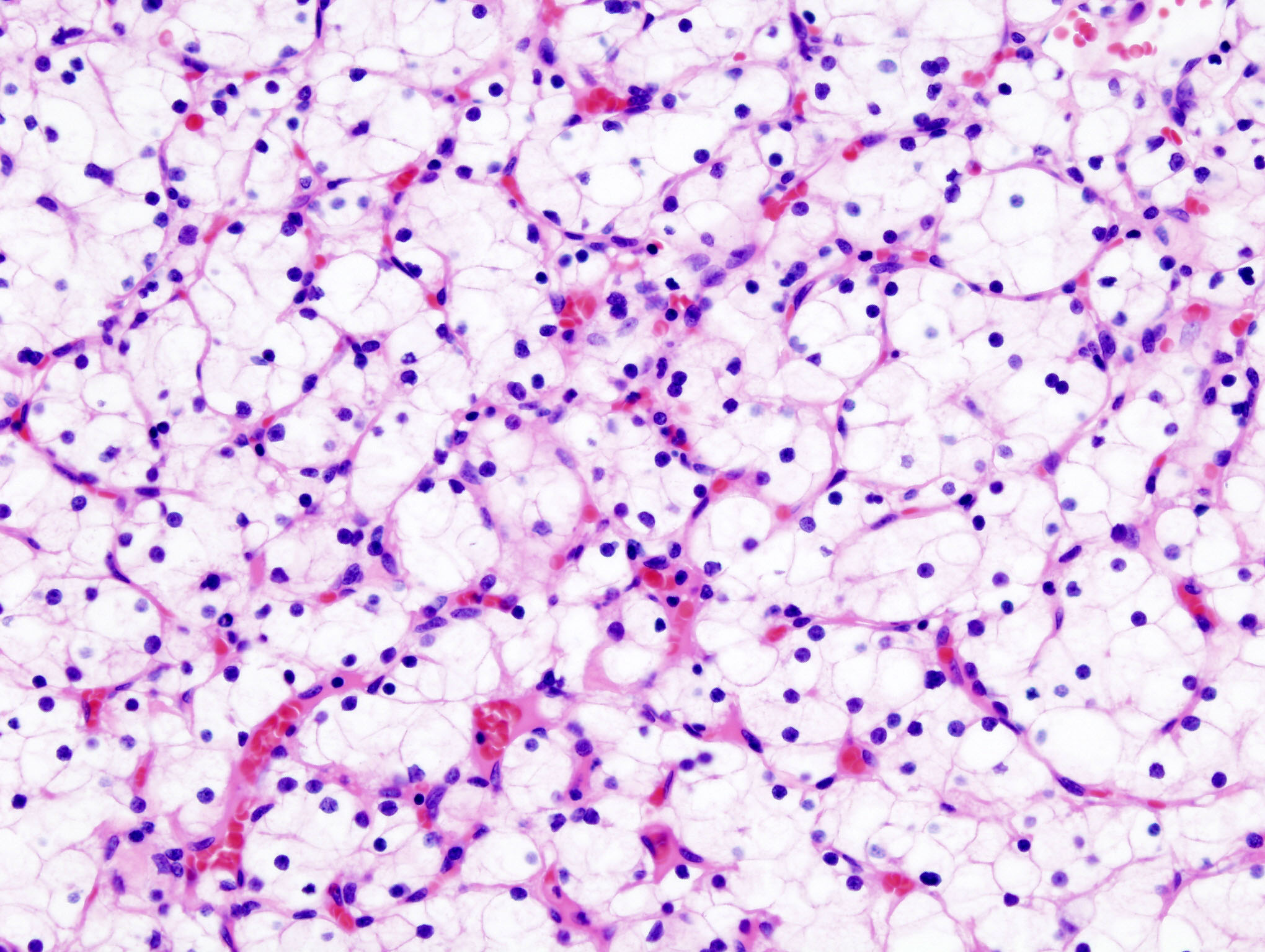
腎細胞癌の中で最も頻度の高い淡明細胞癌の病理組織像. Hematoxylin-eosin染色。

- 腎細胞癌（腎癌、グラヴィッツ腫瘍、Grawitz腫瘍）
  - 腎細胞癌（じんさいぼうがん）は、腎臓の尿細管上皮細胞の腺癌。
  - 症状
繰り返す肉眼的血尿が認められる。繰り返す肉眼的血尿を間欠的肉眼的血尿という。腎血管を圧迫して腎血管性高血圧を示すこともある。
  - 統計
男女比は3:1。
    - 症状
間欠的血尿は約50%の症例で認められる。

  - 歴史
ドイツの病理学者グラヴィッツによって詳述された。
- 尿路上皮癌（腎盂癌）
  - 腎盂・腎杯の上皮より生ずる癌腫。成人では腎細胞癌と共に頻度が高い。
- 腎芽腫（ウィルムス腫瘍、Wilms腫瘍）
  - 小児に特有の腫瘍。
- 他にも、頻度は稀であるが平滑筋肉腫ほか様々な組織型のがんが生じることがある。

## 特徴
腎臓がんは男性に多く発症し、50～60代が好発年齢とされる。また腎不全のために人工透析を長期に渡って受けている患者は腎臓がんになるリスクが上がることが知られている。比較的リンパ節に転移しやすい。喫煙者はもちろん塗装工作業員・金属加工業作業員・化学物質を多く取り扱う人にも多い。これは、腎臓が体内の老廃物や有毒物質を尿と共に排出する働きがある為に最終的にそれら影響を体内でもっとも受けやすい為とされる。治療としては抗がん剤・腎移植を含む外科手術などがあるが腎臓は二つあるため摘出手術も行われる。
糖尿病、肥満、降圧薬の長期服用、喫煙は、腎臓がんのリスクを高めることが報告されている。

## 腎臓がんになった人物
（アイウエオ順）
- 阿久悠
- 飯島伸子
- 大塚国夫
- 大友康平 - 初期の腎臓がん
- 小木博明 - ステージ1の腎細胞がん
- 小野ヤスシ
- 小西博之 - 末期がんから生還
- 川島章良 - 2014年に摘出手術
- 小橋建太 - 2006年に腹腔鏡下手術
- 杉浦貴之 - 「２年生存率0%」の希少がんから生還[5]
- 高木俊朗
- 田崎佑一 - 2017年に相方のトキに自身の結婚と腎臓ガンであることを一緒に打ち明けた
- 中上健次
- 夏木陽介
- 畠中悠 - 初期の腎臓がんで手術
- 百田尚樹
- 又吉イエス
- 若乃花幹士 (初代)

参考　Category:腎臓癌で亡くなった人物